# Kazunori Yoshimoto
Kazunori Yoshimoto (吉本 一謙  Naomichi Ueda; Kodaira, 24 de Abril de 1988) é um futebolista japonês que atua como defensor no FC Tokyo.

## Carreira
Kazunori Yoshimoto começou a carreira no FC Tokyo, em 2007.